# Kir (Fluss)
Der Kir ist ein Gebirgsfluss im Norden Albaniens. Er entwässert den als Dukagjin bezeichneten südwestlichen Teil der Albanischen Alpen, insgesamt eine Fläche von 261 km². Der Fluss ist 52 Kilometer lang. Er entspringt im Herzen der albanischen Alpen südlich der Biga e Gimajive und mündet am südlichen Stadtrand von Shkodra in den Drin,  keine anderthalb Kilometer bevor dieser in die Buna mündet.

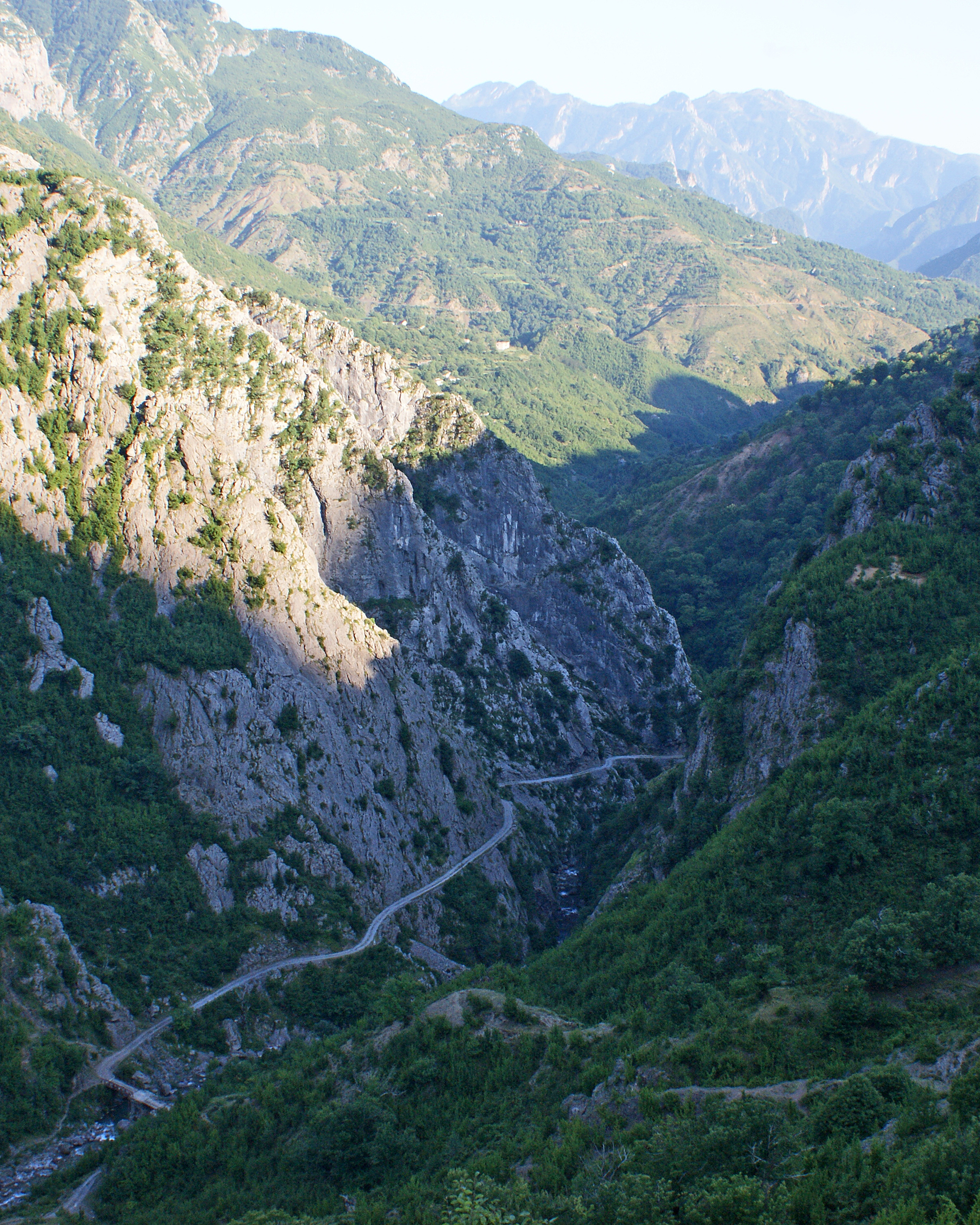
Schlucht am Oberlauf beim Dorf Plan

Der Quellbach fließt auf den ersten drei Kilometern nach Südwesten. Danach folgt der Kir, mehrere Schluchten durchschneidend, in seinem Oberlauf bis zum Dorf Prekal hauptsächlich nach Süden, danach nach Südwesten. Fünf Kilometer nordöstlich von Shkodra tritt der Kir aus den Bergen in die Ebene aus. In diesem Bereich rund um die berühmte osmanische Brücke Ura e Mesit fällt er oft trocken. Über diese Brücke führte ein alter Karawanenweg von Shkodra durchs Cukali-Bergland nach Kosovo. In der Folge passiert der Fluss Shkodra am östlichen und südlichen Stadtrand und mündet dann südlich der Burg Rozafa in den Drin. Rund ums Jahr 1750 hat der Kir, der zuvor direkt in den Shkodra-See mündete, seinen Lauf auf die heutige Route geändert. Als 1858 auch der Drin seinen Lauf änderte, mündete der Kir nicht mehr direkt in die Buna, sondern in den Drin.
Im oberen Kir-Tal finden sich zahlreiche Dörfer, die aber nicht am Fluss, sondern an den Hängen oder auf Berggraten liegen. Im unteren Kir-Tal liegen die wenigen Dörfer wie Prekal und Ura e Shtrenjtë aber im Talboden am Wasser. Das Kir-Tal hoch führt ein einfacher Fahrweg, der über einen 1200 Meter hohen Pass weiter ins östlich gelegene Tal der Shala geht.
Der Kir eignet sich über weite Abschnitte zum Kajak-Fahren.